# Bueña
Bueña es un municipio y población de España, perteneciente a la Comarca del Jiloca, en la sierra de Lidón (Sistema Ibérico), al noroeste de la provincia de Teruel, comunidad autónoma de Aragón, a 61,4 km de Teruel. Tiene un área de 40,75 km² con una población de 51 habitantes (INE 2022) y una densidad de 1,25 hab/km² con una fuerte tendencia a la regresión demográfica debido a la despoblación. El código postal es 44394.
En su término urbano se han encontrado restos arqueológicos de gran importancia.

## Historia[3]
Con la victoria en la batalla de Cutanda, Alfonso I conquistó estos terrenos a los musulmanes, siendo tierra fronteriza, pero se perdió a su muerte. Posteriormente fue tomado por Ramón Berenguer IV, pasando a formar parte del Reino de Aragón.
Integrado en la Comunidad de aldeas de Teruel, dentro de la Sesma de Visiedo, su situación, próxima a tierras castellanas, hizo que en esta nueva época se transformase de nuevo en lugar estratégico. En 1363 sufrió un ataque castellano, en donde el alcalde Martín Martínez de Gombalde tuvo la oportunidad de demostrar su valentía, al negarse a entregar el castillo a los invasores. Tal gesto de lealtad hacia la Corona de Aragón costó la ejecución de sus hijos, Andrés y Martín de Gombalde.
Posteriormente, tras la ruptura de relaciones entre Pedro IV y Enrique de Trastámara, volvió a ser zona fronteriza.

## Demografía
Bueña cuenta con una población de 55 habitantes (INE 2024).
| Gráfica de evolución demográfica de Bueña entre 1842 y 2021                                                                                                 |
| |
| Población de derecho según los censos de población del INE Población de hecho según los censos de población del INEEn este censo se denominaba Bueñas: 1842 |

## Símbolos
Según el DECRETO 29/1998, de 10 de febrero, del Gobierno de Aragón, por el que se autoriza al Ayuntamiento de Bueña, de la provincia de Teruel, para adoptar su escudo y bandera municipal.

### Escudo
Cuadrilongo de base circular. En campo de gules, montaña de plata con un camino sinuoso de sinople, que conduce a un castillo de oro, sumado a la montaña, mazonado de sable, aclarado de azur, con su torreón diestro demolido y el central sumado de bandera, asta de sable, con el Señal Real de Aragón. Al timbre, Corona Real abierta.

### Bandera
Paño de proporción 2/3, al asta franja vertical roja de 1/3 de la anchura total del paño, encajada, y con un castillo amarillo sumado con el Señal Real de Aragón; los 2/3 restantes del paño son amarillos, con una faja ondulada en su centro de 11/36 del ancho total, y compuesta a su vez por una faja central roja de 2/36, colocada entre dos onduladas blancas, de 3/36, y bordeada por otras verdes de 1/36.

## Administración y política
| Período   | Alcalde               | Partido |  |
| --------- | --------------------- | ------- |  |
| 1979-1983 | Alejandro Arnal Marzo | UCD     |  |
| 1983-1987 |                       |         |  |
| 1987-1991 |                       |         |  |
| 1991-1995 |                       |         |  |
| 1995-1999 |                       |         |  |
| 1999-2003 | Cesáreo Gimeno Rubio  | PSOE    |  |
| 2003-2007 |                       |         |  |
| 2007-2011 |                       |         |  |
| 2011-2015 | Sergio Ibáñez Gimeno  | PSOE    |  |
| 2015-2019 | Sergio Ibáñez Gimeno  | PSOE    |  |

| Partido político    | Partido político                                   | 2003   | 2007   | 2011   | 2015   |
| Partido político    | Partido político                                   | Ediles | Ediles | Ediles | Ediles |
|                     | Partido de los Socialistas de Aragón (PSOE-Aragón) | 1      | 1      | 2      | 2      |
|                     | Partido Aragonés (PAR)                             | —      | —      | 1      | 1      |
|                     | Partido Popular de Aragón (PP)                     | —      | —      | —      | —      |
| Total de concejales | Total de concejales                                | 1      | 1      | 3      | 3      |

## Monumentos
- Castillo de Bueña: restos del antiguo castillo del siglo XII, del que se conservan dos lienzos y un torreón.
- Iglesia parroquial de Nuestra Señora de la Asunción (1667)
- Ermita de San Vicente Mártir (1699)
- Ayuntamiento
- La Era del Tío Cesáreo. (Esculturas del tío Cesario)[10]
- Museo variado con Esculturas del tío Cesáreo, restos de la escuela del pueblo, fotos antiguas de Bueña y acuarelas de Javier Santos (La Ruta Verde del Reciclaje)

## Parajes y lugares de interés
- La sierra de Lidón
- El puerto de Argente
- Yacimientos de icnitas de gran tamaño y que presentan una clara exposición, situados a las afueras de la localidad (Megaplanolites ibéricus)
- Yacimientos arqueológicos[11]

## Fiestas
- 22 de enero, San Vicente Mártir.
- 14 de septiembre, Exaltación de la Santa Cruz.
- Fiestas de agosto, la setmana del 15 , a la que precede la llamada "Semana Cultural".

## Gente ilustre
- El tío Cesario, artista herrero[12][13]
- Martín Martínez de Gombalde, alcalde[14]
- Celedonio Larred, labrador que encontró 3 sítulas de bronce de la época romana, actualmente sólo queda localizada una en el Museo Arqueológico de Madrid

## Imágenes
Imágenes de Bueña

## Citas
También hay leyendas de apuestas macabras en Caminreal y tradiciones orales que nos ponen de manifiesto la valentía y abnegación de personajes de la comarca, como Miguel Bernabé, un labriego de Báguena que defendió en un acto heroico, pagando con su propia vida, el castillo de su pueblo. La misma historia se repite en Bueña en donde el alcaide de la villa, Martínez de Gombalde, no sucumbió a la amenaza, si no entregaba la villa, del sacrificio de la vida de sus hijos, que terminaron muriendo en manos de los ejércitos castellanos.
Francisco Lázaro Polo, Documento original